# Huis Hessen

Stamwapen van het huis Hessen

Het huis Hessen is een Duitse adellijke dynastie. Het kwam voort uit het huis Brabant.

## Oorsprong
Het huis Hessen vindt zijn oorsprong in het huwelijk van Sofia van Thüringen, een dochter van Elisabeth van Hongarije en Lodewijk van Thüringen, met Hendrik van Brabant uit het huis Brabant. Sofia stond daardoor ook wel bekend als "Sofia van Brabant".
Hendrik Raspe, graaf van Thüringen, (een broer van Sofia's vader, landgraaf Lodewijk) stierf zonder mannelijke nakomelingen waarna de strijd om zijn erfenis losbrandde. Sofia ging voor haar zoon de strijd om de erfenis aan met een ander familielid: Hendrik van Meißen uit het huis Wettin. Uiteindelijk werd er een verdrag gesloten waarbij Hendrik van Meißen Thüringen ontving en Sofia's zoon, Hendrik, ontving het deelgebied Hessen. Hendrik werd in 1277 tot 1e landgraaf van Hessen uitgeroepen.

## Latere verdelingen
Filips I van Hessen, een nazaat van Hendrik, overleed in 1567. Het landgraafschap Hessen werd hierna tussen zijn vier zoons verdeeld waardoor 4 nieuwe linies ontstonden: Hessen-Darmstadt, Hessen-Kassel, Hessen-Marburg en Hessen-Rheinfels. De twee laatste stierven spoedig uit.
Uit de lijn Hessen-Darmstadt ontstond in 1622 de zijlinie Hessen-Homburg die in 1866 uitstierf, waarna de bezittingen weer overgingen op Hessen-Darmstadt.
Uit de lijn Hessen-Darmstadt ontstond ook het huis Battenberg toen Alexander van Hessen een morganatisch huwelijk met Julia van Hauke aanging. Hun nakomelingen werd de naam Battenberg gegeven. De Battenbergs die zich later in Engeland vestigden, namen tijdens de Eerste Wereldoorlog de naam Mountbatten aan.
Uit de lijn Hessen-Kassel ontstond het huis Hanau, toen Frederik Willem I van Hessen-Kassel een morganatisch huwelijk aanging met Gertrud Falkenstein. Frederik Willem verhief haar tot gravin Schaumburg (1831) en vorstin van Hanau (1833). Hun kinderen waren prins/prinses van Hanau.
In de loop der tijd vonden ook nog een aantal andere verdelingen in sublinies plaats, die vervolgens later weer uitstierven. Momenteel zijn de enige overlevende linies van het huis Hessen de linies Hessen-Philippsthal-Barchfeld en Hessen-Rumpenheim.

### Overzicht
- Huis Brabant
  - Hessen (1277-1567)
    - Hessen-Darmstadt (1567-1997, erfenis naar linie Hessen-Rumpenheim)
      - Hessen-Butzbach (1609-1642, erfenis naar linie Hessen-Darmstadt)
      - Hessen-Braubach (1609-1651, erfenis naar linie Hessen-Darmstadt)
      - Hessen-Homburg (1622-1866, erfenis naar linie Hessen-Darmstadt)
        - Hessen-Bingenheim (1648-1681, erfenis naar linie Hessen-Homburg)

      - Battenberg (1858, na 1917 Mountbatten)

    - Hessen-Kassel (1567-1875)
      - Hessen-Philippsthal (1685)
        - Hessen-Philippsthal-Barchfeld (1721)

      - Hessen-Rumpenheim
      - Hanau (1833)

    - Hessen-Marburg (1567, erfenis in 1604 naar Hessen-Darmstadt en Hessen-Kassel)
    - Hessen-Rheinfelds (1567, erfenis in 1583 verdeeld over Hessen-Darmstadt, Hessen-Kassel en Hessen-Marburg)